# Turuntajewo (Buriacja)
Turuntajewo (ros. Турунтаево) – wieś w Rosji, w Buriacji, ośrodek administracyjny rejonu pribajkalskiego. W 2010 liczyła 5901 mieszkańców.